# April Showers (ER)
April Showers is de achttiende aflevering van het zevende seizoen van de televisieserie ER, die voor het eerst werd uitgezonden op 19 april 2001.

## Verhaal
De grote dag is aangebroken voor dr. Greene en dr. Corday, zij gaan vandaag trouwen. Dr. Greene heeft grote moeite om op tijd in de kerk te zijn, voornamelijk moet hij veel obstakels overwinnen door het slechte weer. Dr. Corday heeft haar handen vol om de vrede te bewaren tussen haar gescheiden ouders. Maar uiteindelijk komt het allemaal goed en kunnen zij het ja woord geven tegen elkaar. 
Lockhart is zwaar verkouden maar kan niet ziek naar huis omdat de meeste verpleegsters naar het huwelijk zijn. 
Dr. Weaver, die niet uitgenodigd is voor het huwelijk, gaat per vliegtuig naar Las Vegas. De vlucht is vertraagd en tijdens het wachten raakt zij in gesprek met een charmante man.
Op de SEH worden er gewonden binnengebracht van een ongeluk waarbij een gevangenenwagen betrokken was. Dr. Carter en dr. Kovac krijgen een conflict over de behandeling van een gewonde politieagent en een gevangene met een schouder uit de kom. 
Dr. Finch besluit om niet mee te gaan met dr. Benton naar het huwelijk, dit omdat dr. Corday de ex-vriendin is van dr. Benton. 

## Rolverdeling

### Hoofdrollen
- Anthony Edwards - Dr. Mark Greene
- Noah Wyle - Dr. John Carter
- Laura Innes - Dr. Kerry Weaver
- Alex Kingston - Dr. Elizabeth Corday
- Paul Freeman - Dr. Charles Corday
- Judy Parfitt - Isabelle Corday
- Paul McCrane - Dr. Robert Romano
- Goran Višnjić - Dr. Luka Kovac
- Michael Michele - Dr. Cleo Finch
- Erik Palladino - Dr. Dave Malucci
- Ming-Na - Dr. Jing-Mei Chen
- Eriq La Salle - Dr. Peter Benton
- Maura Tierney - verpleegster Abby Lockhart
- Yvette Freeman - verpleegster Haleh Adams
- Ellen Crawford - verpleegster Lydia Wright
- Conni Marie Brazelton - verpleegster Connie Oligario
- Lily Mariye - verpleegster Lily Jarvik
- Pamela Sinha - verpleegster Amira
- Gedde Watanabe - verpleger Yosh Takata
- Lyn Alicia Henderson - ambulancemedewerker Pamela Olbes
- Emily Wagner - ambulancemedewerker Doris Pickman
- Michelle Bonilla - ambulancemedewerker Christine Harms
- Brian Lester - ambulancemedewerker Brian Dumar
- Lourdes Benedicto - Rena Trujillo
- Demetrius Navarro - Morales

### Gastrollen (selectie)
- Casey Biggs - Mike
- Karimah Westbrook - Sara Morris
- Arye Gross - Kevin
- Alex Kapp Horner - Brenda
- Tom Kiesche - politieagent Monroe
- J. Karen Thomas - agente gevangenen vervoer
- Tricia Cruz - Veronica
- Judith Drake - Greta